# Chengdu Open
Chengdu Open (čínsky: 成都公开赛) je profesionální tenisový turnaj mužů konaný v čínské megapoli Čcheng-tu, hlavním městě provincie S’-čchuan. Na okruhu ATP Tour se od sezóny 2016 řadí do kategorie ATP Tour 250. 
Probíhá v zářijovém a říjnovém termínu na otevřených dvorcích s tvrdým povrchem v areálu S’-čchuanského mezinárodního tenisového centra. Kapacita centrálního dvorce činí šest tisíc diváků. Každý ze dvou dalších kurtů pojme dva tisíce osob. V areálu se nachází celkem dvacet venkovních a dvanáct halových dvorců.
Na konci června 2016 řídící organizace ATP schválila žádost držitelů licence, sportovní marketingové agentury IMG, na přemístění dějiště Malaysian Open hraného v malajsijské metropoli Kuala Lumpuru do jednoho z největších čínských měst Čcheng-tu, když nastupující událost získala v kalendáři stejný termín. V letech 2020–2022 byly čínské turnaje zrušeny pro proticovidová omezení. Do soutěže dvouhry nastupuje dvacet osm hráčů a čtyřhry se účastní šestnáct párů.
Partnery turnaje se staly společnosti Sichuan Investment International Tennis Centre Development, CCTV IMG (Beijing) Sports Management a IMG Sports Development (Shanghai); hlavním sponzorem pak Emirates Airlines. Televizní pokrytí v Číně zajistila stanice CCTV 5+.

## Přehled finále

### Dvouhra
| Rok  | vítěz                           | finalista                       | výsledek                        |
| ---- | ------------------------------- | ------------------------------- | ------------------------------- |
| 2016 | Karen Chačanov                  | Albert Ramos-Viñolas            | 6–7(4–7), 7–6(7–3), 6–3         |
| 2017 | Denis Istomin                   | Marcos Baghdatis                | 3–2skreč                        |
| 2018 | Bernard Tomic                   | Fabio Fognini                   | 6–1, 3–6, 7–6(9–7)              |
| 2019 | Pablo Carreño Busta             | Alexandr Bublik                 | 6–7(5–7), 6–4, 7–6(7–3)         |
| 2020 | zrušeno pro pandemii koronaviru | zrušeno pro pandemii koronaviru | zrušeno pro pandemii koronaviru |
| 2022 | zrušeno pro pandemii koronaviru | zrušeno pro pandemii koronaviru | zrušeno pro pandemii koronaviru |
| 2023 | Alexander Zverev                | Roman Safiullin                 | 6–7(2–7), 7–6(7–5), 6–3         |
| 2024 | Šang Ťün-čcheng                 | Lorenzo Musetti                 | 7–6(7–4), 6–1                   |

### Čtyřhra
| Rok  | vítězové                            | finalisté                               | výsledek                        |
| ---- | ----------------------------------- | --------------------------------------- | ------------------------------- |
| 2016 | Raven Klaasen Rajeev Ram            | Pablo Carreño Busta Mariusz Fyrstenberg | 7–6(7–2), 7–5                   |
| 2017 | Jonatan Erlich Ajsám Kúreší         | Marcus Daniell Marcelo Demoliner        | 6–3, 7–6(7–3)                   |
| 2018 | Ivan Dodig Mate Pavić               | Austin Krajicek Džívan Nedunčežijan     | 6–2, 6–4                        |
| 2019 | Nikola Ćaćić Dušan Lajović          | Jonatan Erlich Fabrice Martin           | 7–6(11–9), 3–6, [10–3]          |
| 2020 | zrušeno pro pandemii koronaviru     | zrušeno pro pandemii koronaviru         | zrušeno pro pandemii koronaviru |
| 2022 | zrušeno pro pandemii koronaviru     | zrušeno pro pandemii koronaviru         | zrušeno pro pandemii koronaviru |
| 2023 | Sadio Doumbia Fabien Reboul         | Francisco Cabral Rafael Matos           | 4–6, 7–5, [10–7]                |
| 2024 | Sadio Doumbia (2) Fabien Reboul (2) | Juki Bhambri Albano Olivetti            | 6–4, 4–6, [10–4]                |